# Vann Crossroads
Vann Crossroads és una concentració de població designada pel cens dels Estats Units a l'estat de Carolina del Nord. Segons el cens del 2000 tenia 324 habitants.

## Demografia
Segons el cens del 2000, Vann Crossroads tenia 324 habitants, 127 habitatges i 100 famílies. La densitat de població era de 27,3 habitants per km².
Dels 127 habitatges en un 31,5% hi vivien nens de menys de 18 anys, en un 66,1% hi vivien parelles casades, en un 10,2% dones solteres, i en un 20,5% no eren unitats familiars. En el 16,5% dels habitatges hi vivien persones soles el 9,4% de les quals corresponia a persones de 65 anys o més que vivien soles. El nombre mitjà de persones vivint en cada habitatge era de 2,55 i el nombre mitjà de persones que vivien en cada família era de 2,86.
Per edats la població es repartia de la següent manera: un 23,8% tenia menys de 18 anys, un 5,6% entre 18 i 24, un 25,6% entre 25 i 44, un 27,5% de 45 a 60 i un 17,6% 65 anys o més.
L'edat mediana era de 41 anys. Per cada 100 dones de 18 o més anys hi havia 93 homes.
La renda mediana per habitatge era de 32.443 $ i la renda mediana per família de 38.036 $. Els homes tenien una renda mediana de 27.000 $ mentre que les dones 22.426 $. La renda per capita de la població era de 16.881 $. Entorn del 6,1% de les famílies i el 8,4% de la població estaven per davall del llindar de pobresa.

## Poblacions més properes
El següent diagrama mostra les poblacions més properes.